# توني ستيفنسون
توني ستيفنسون (بالإنجليزية: Tony Stevenson)‏ (24 يوليو 1988 بغلاسكو في المملكة المتحدة - ) هو لاعب كرة قدم بريطاني في مركزي الظهير والدفاع. لعب مع هاميلتون أكاديميكال ونادي كلايد ونادي ألوا أثليتيك ونادي ألبيون روفرز وPetershill F.C. ‏ وSauchie Juniors F.C. ‏.

## وصلات خارجية
- توني ستيفنسون على موقع قاعدة بيانات كرة القدم.إي يو (الإنجليزية)